# Сатовский, Борис Иванович
Бори́с Ива́нович Сато́вский (8 апреля [21 апреля] 1908, Кутаис, Российская империя — 12 июня 1989, Свердловск, РСФСР, СССР) — советский машиностроитель, главный конструктор горнорудного и доменного машиностроения Уральского завода тяжёлого машиностроения (Уралмашзавода) (1963—1978). Лауреат двух Сталинских премий (1948, 1951).
Один из основателей советской школы горного экскаваторостроения, создатель первого в СССР шагающего экскаватора, разработчик самого большого в СССР шагающего экскаватора ЭШ-100.100.

## Биография
Родился 8 (21 апреля) 1908 года в Кутаисе Кутаисской губернии в семье чиновника. Отец — Сатовский Иван Петрович был агроном, специалист по виноградарству — главный виноградарь в Абрау-Дюрсо.
После смерти отца в 1924 году с матерью и сестрой переехал в Новочеркасск.
В 1926 году окончил среднюю школу в Новочеркасске. В 1927 году поступил в Северо-Кавказский институт водного хозяйства и мелиорации, где учился до 1931 года, окончил 3 курса.
Трудовую деятельность Б. И. Сатовский начал в 1930 году помощником машиниста, а затем машинистом экскаватора при прохождении производственной практики на строительстве системы мелиорации на Кубани «Плавстрой» Наркомзема, где работали несколько экскаваторов американского производства. До 1932 года был инструктором курсов машинистов и инструктором экскаваторного парка.
Увлекшись этими машинами, Б. И. Сатовский оставил институт после практики и уехал в Ленинград в единственное в стране КБ по проектированию экскаваторов (Всесоюзная проектно-техническая контора экскаваторостроения, Ленинград), под руководством Н. Г. Домбровского, где работал конструктором (1932—1936). Здесь он участвовал в разработке первого отечественного электрического скального экскаватора Э-3 (М-IV-Э). В 1936 году в качестве сотрудника этого бюро приехал в Свердловск на Уральский завод тяжёлого машиностроения (Уралмаш) и включился в работу над доводкой опытного экземпляра этой машины.
Получив предложение остаться на Уралмашзаводе, 26 августа 1936 года принят на работу в конструкторский отдел экскаваторного бюро Уралмашзавода на должность старшего конструктора, где начал работу над проектом первой в СССР машины в классе тяжёлых карьерных экскаваторов. Доктор технических наук (1966) без защиты кандидатской диссертации.
В 1937 году были спроектированы карьерные экскаваторы Э-1203 (ковш — 3 м³) и Э-4 (ковш — 4 м³), однако из-за начала войны в производство так и не пошли.
Во время Великой Отечественной войны работал технологом по сборке танков, создал передовую технологию узловой сборки, позволившую значительно увеличить выпуск боевых машин.
(с 1 декабря 1939 года по 26 декабря 1941 года — старший инженер, с 27 декабря 1941 года по 31 октября 1944 года — старший инженер в отделе № 68).
В 1944 году, после решения специально созданной комиссии о включении экскаваторов в номенклатуру производства Уралмашзавода, Б. И. Сатовский возглавил конструкторское бюро горного оборудования. В этом бюро работали такие видные инженеры-конструкторы, как В. И. Федоров, В. Р. Кубачек, А. П. Борисихина, С. К. Борисов, В. Л. Раскин, В. И. Зыков, А. Б. Верник, Ю. Г. Егошина.
В 1947 году Уралмашзавод выпустил первый карьерный экскаватор СЭ-3 (экскаватор «Сатовского электрический» с объёмом ковша 3 м³). Момент выхода экскаватора из цехов Уралмашзавода был запечатлен всесоюзной кинохроникой. Машина оказалась настолько надежной, что в 1948 году объём их производства достиг 120 экземпляров. Экскаваторы СЭ-3 работали в самых тяжёлых условиях. Именно эти машины в определённой степени обеспечили развитие открытого способа добычи полезных ископаемых в СССР в 1950-х годах, и сыграли значительную роль при строительстве крупнейших гидроэлектростанций, прокладке судоходных и оросительных каналов.
Экскаватор был создан со значительным запасом прочности, поэтому на его базе стали выпускать экскаватор ЭКГ-4 почти без дополнительных изменений в конструкции, но с базовым ковшом увеличенной вместимости — до 4 м³.
В 1955 году СЭ-3 был модернизирован и назван ЭКГ-4,6 (экскаватор карьерный, гусеничный, с объёмом ковша 4,6 кубометра). Был разработан ЭКГ-5 с канатным напором, который послужил прообразом базовых серий ЭКГ-8И и ЭКГ-12,5.
В 1945—1978 годах Б. И. Сатовский руководил проектными работами по созданию всех типов землеройной техники, выпускаемых на Уралмашзаводе.
В начале 1948 года, когда правительство СССР поставило вопрос создания производства советских шагающих экскаваторов, Министерство тяжёлого машиностроения предоставило возможность Уралмашзаводу создать шагающий экскаватор, при этом установив срок работы 8 месяцев.
Однако к намеченному сроку машина в более чем двадцать тысяч деталей, иные из которых весом были более ста тонн, с десятью километрами электрических проводов и четырьмя километрами труб, была спроектирована и собрана. Для сравнения, в это же время в Англии проектировали свой первый шагающий экскаватор: проектировался в 1947—1951 годах. Только на монтаж стрелы было затрачено полтора года. При этом стрела ЭШ-14.65 оказалась в полтора раза легче английской и собиралась в считанные дни.
С 1949 года под руководством Сатовского начался выпуск шагающих драглайнов ЭШ 14.75, ЭШ 15.90, ЭШ 25.100, ЭШ 20.90, ЭШ 100.100.
Самый первый экземпляр шагающего драглайна ЭШ 14.75 отправили на строительство Волго-Донского канала, и проработал он там до 1979 года, тридцать лет, побив все рекорды долголетия таких машин. Павел Петрович Бажов назвал этот экскаватор «Царь-машина».
В 1963—1978 годах Б. И. Сатовский занимает должность главного конструктора горнорудного и доменного машиностроения Уралмашзавода.
В апреле 1965 года был смонтирован модернизированный ЭШ-15.90А, ставший, по сути, новой уникальной машиной в семье шагающих экскаваторов. А в конце 70-годов появился ЭШ-40.85. Одним из наиболее принципиальных новшеств явилась замена вантовой ажурной стрелы на жесткую, трёхгранную.
Самым большим экскаватором стал созданный и начавший работу на угольном разрезе «Назаровский» в июне 1980 года мощный шагающий экскаватор ЭШ-100.100. Вес его равнялся 10,5 тыс. т.
Умер 12 июня 1989 года в Свердловске. Похоронен на Северном кладбище.

## Основные изобретения и принципиально новые решения
- независимый привод ходовой тележки экскаватора
- гидравлический механизм шагания.
- внес значительный вклад в развитие дробильно-размольного, агломерационного, обжигового и доменного оборудования.
- Создал, особую, «уралмашевскую» школу конструкторов и подготовил многих высококвалифицированных специалистов — разработчиков уникальных машин с маркой «УЗТМ».

## Награды и премии
- заслуженный деятель науки и техники РСФСР (1973)
- заслуженный изобретатель РСФСР (1963)[1]
- Сталинская премия третьей степени (1948) — за разработку и промышленное освоение новой конструкции экскаватора высокой производительности (карьерный экскаватор СЭ-3)
- Сталинская премия первой степени (1951) — за создание конструкции шагающего экскаватора «ЭШ-14/65»
- орден «Знак Почёта» (1945)
- два ордена Трудового Красного Знамени (1952; 1977)
- медали

## Память
- Астероиду № 212929 присвоено имя Б. И. Сатовского[2]
- В 2009 году на фасаде дома в г. Екатеринбурге, где жил Б. И. Сатовский, установлена мемориальная доска.

## Публикации
Источник информации:
1. Выпускаемые и перспективные экскаваторы Уралмашзавода для открытых горных работ. — Свердловск, Сред.-Уральский совнархоз, Ордена Ленина, ордена Красного Знамени и ордена Трудововго Красного Знамени завод тяжёлого машиностроения им. С. Орджоникидзе «Уралмашзавод». Доклад на Совещании работников проектных организаций угольной промышленности, — 1964. — 18 с. — 620 экз.
2. Одноковшовые гидравлические экскаваторы для открытых горных работ: [Обзор / Б. И. Сатовский, Л. С. Скобелев, Н. Н. Мельников и др.]. — М.: НИИинформтяжмаш, 1978. — 47 с.
3. Опыт создания мощных шагающих экскаваторов в СССР. — М., 1964. - 47 с. — 600 экз.
4. Сатовский Б. И. и Фастовский М. Х. Развитие конвейерных машин для обжига железо-рудных окатышей. — М., 1971. — 11 с.
5. Сатовский Б. И. и др. Современные карьерные экскаваторы. — М.: Госгортехиздат, 1960.
6. Создание конструкций, освоение и исследование карьерных и шагающих экскаваторов Уралмашзавода. Доклад по конструкторским работам, изобретениям и опубликованным трудам, представленный на соискание ученой степени кандидата технических наук. — М., 1965. — 17 с.
7. Тяжёлое экскаваторостроение в СССР. (Тезисы доклада) — М., 1959. — 6 с.
8. Тяжёлые экскаваторы для комплексной механизации открытых горных и земляных работ. — М.: ЦБТИ, 1956. — 27 с. — 2000 экз.
9. Царь-машина: Записки конструктора [шагающих экскаваторов / Лит. запись В. А. Краснова]. — Свердловск: Сред.-Урал. кн. изд-во, 1987. — 126 с. — 3000 экз.
10. Сатовский Б. И. и Балаховский М. С. Шагающие экскаваторы в СССР и за рубежом. — М., 1966. — 48 с.
11. Сатовский Б. И. и др. Шагающий экскаватор ЭШ-14/75. Устройство и эксплуатация. — М.-Свердловск: Машизд. [Урало-Сиб. отд-ние], 1953. — 212 с. — 5500 экз.
12. Сатовский Б. И. и др. Экскаватор СЭ-3. Руководство по эксплуатации экскаватора. — М., изд. и 1-я тип. Машгиза в Лгр., 1948. — 131 с. — 5000 экз.
13. Экскаваторы ЭКГ-4 и СЭ-3. Руководство по эксплуатации. — М.-Свердловск: Машгиз, [Урало-Сиб. отд-ние], 1959. — 272 с. — 13 000 экз.